# Sterne diamant
Sterna sumatrana
Pour les articles homonymes, voir Diamant (homonymie).
Espèce
Statut de conservation UICN

 LC  : Préoccupation mineure

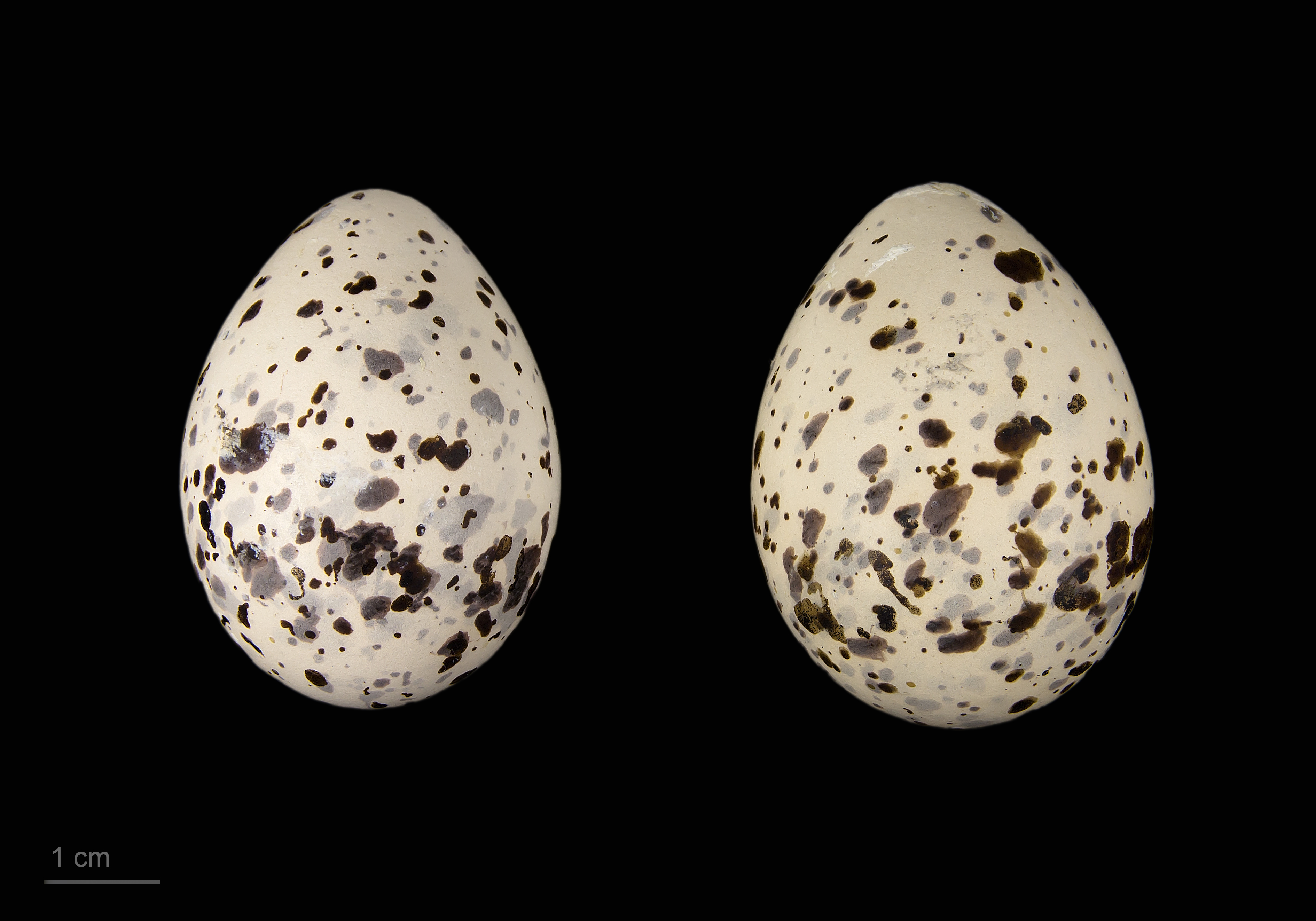
Œufs de Sterna sumatrana - Muséum de Toulouse

La Sterne diamant (Sterna sumatrana) ou sterne à nuque noire, est une espèce d'oiseau appartenant à la famille des Laridae.

## Description
Cet oiseau mesure environ 31 cm pour une envergure de 61 cm. Il ne présente pas de dimorphisme sexuel. Il possède une longue queue fourchue.
Le plumage est presque entièrement blanc à l'exception de l'arrière de la tête, d'un trait partant de chaque œil et du bord externe des premières rémiges primaires noir.

## Répartition
Cet oiseau vit dans l'Indo-Pacifique.

## Taxinomie
D'après la classification de référence (version 14.1, 2024) de l'Union internationale des ornithologues, la Sterne diamant possède 2 sous-espèces (ordre philogénique) :
- Sterna sumatrana mathewsi Stresemann, 1914 — océan Indien : Seychelles, archipel des Chagos et Maldives ;
- Sterna sumatrana sumatrana Raffles, 1822 — Indo-Pacifique : des îles Andaman-et-Nicobar aux Samoa.